# 高原鼢鼠
高原鼢鼠（学名：Eospalax baileyi），一种分布于中华人民共和国青藏高原地区的小型哺乳动物，隶属于鼢鼠科凸颅鼢鼠属。本种与中华鼢鼠（Eospalax fontanierii）相似，有些资料将本种视为中华鼢鼠的同物异名。

## 形态特征
高原鼢鼠背毛呈灰褐色，毛尖为铁锈红色，毛基深灰色。雄性亚成体二额顶嵴相距较宽，额嵴与顶嵴分别向内侧弯曲；成体二额顶嵴靠近，二额嵴间宽小于二顶嵴间宽，顶嵴向外侧加宽（前方最宽）；雄老体二额顶嵴极靠近以致在额嵴处相接触，但仍然分离，决不合并。雌体额顶嵴细弱但明显，二额嵴间宽小于二顶嵴间宽，额嵴与顶嵴分别向内侧弯曲，少数雌老体顶嵴稍加宽。额顶嵴形状是本种区别其他鼢鼠的主要特征。

## 生活习性
高原鼢鼠主要生活在海拔2800～4200米的山地、农田和草甸草原等地区的地下洞道系统中，以一年生或多年生非禾本科植物地下根、茎或芽为食。